# Spagna (Roms tunnelbana)
Spagna är en station på Roms tunnelbanas Linea A. Stationen invigdes 1980 och är uppkallad efter Piazza di Spagna.
Stationen Spagna har:
- Bemannade biljettluckor
- Biljettautomater
- Parkering vid Villa Borghese
- Rulltrappor
- Hissar

## Kollektivtrafik
- Busshållplats ATAC

## Omgivningar

### Piazza di Spagna
- Via del Babuino
- Via dei Condotti
- Palazzo di Spagna – Ambassad
- Spanska trappan
- Colonna dell'Immacolata
- Palazzo di Propaganda Fide
- Keats-Shelley House
- Giorgio de Chirico-museet

### Santissima Trinità dei Monti
- Villa Medici
- Obelisco Sallustiano
- Palazzo Zuccari
- Via Sistina

### Villa Borghese
- Pincio

### Övrigt
- Piazza Colonna
- Montecitorio
- Palazzo Chigi
- Marcus Aurelius-kolonnen
- Galleria Alberto Sordi
- Via del Corso
- Santa Maria in Via
- Palazzo Borghese
- Ara Pacis
- Augustus mausoleum